# Edyta Górniak
Edyta Anna Górniak (* 14. listopadu 1972 Ziębice) je polská zpěvačka, skladatelka, textařka, producentka, režisérka a muzikálová herečka. Je čestnou občankou obce Ziębice a čestnou ambasadorkou hlavního města polských písní Opole.
Edyta Górniak se proslavila jako muzikálová herečka v hudebním divadle Studio Buffo, kde debutovala na scéně Činoherního divadla ve Varšavě v muzikálu Metro, se kterým měla premiéru na Broadwayi. V roce 1994 byla vybrána interně Polskou televizí za vůbec prvního polského zástupce na Eurovision Song Contest 1994 s písní „To nie ja!”, se kterou se umístila na 2. místě, které je dodnes nejlepším umístění Polska v historii soutěže a jedním z nejlepších debutů v soutěži.
Po účasti na Eurovision Song Contest zpěvačka vydala své debutové studiové album Dotyk, které vešlo do prodeje v roce 1995. Album ještě téhož roku obdrželo zlatou a platinovou desku a dva roky později bylo čtyřnásobně platinové.
V roce 1997 zpěvačka zahájila svou mezinárodní kariéru. Tehdy vydala své druhé studiové album a zároveň své první v angličtině nazvané Edyta Górniak. Alba se prodalo více než 350 tisíc kopií a objevilo se na evropských seznamech hitů například v Norsku (13. místo), ve Švédsku (18. místo), ve Finsku (22. místo) a ve Švýcarsku (40. místo).
Singl z alba „One & One” vzal Edytu Górniak jako prvního polského interpreta do žebříčku European Radio Top 50. V roce 1999 zpěvačka vydala živé album nazvané Live '99, které dokumentuje její první turné v Polsku. Třetí studiové album zpěvačky s názvem Perła bylo vydáno v roce 2002. Skládá se ze dvou disků, první bylo určeno pouze pro polský trh a druhé bylo později vydáno mezinárodně na albu Invisible. Singl „Impossible” určený k propagaci alba se umístil v žebříčcích Německa, Švýcarska, Rakouska a České republiky.
V roce 2004 se stáhla do ústraní kvůli častém nabourávání jejího soukromého života ze strany paparazzi. Na scénu se vrátila o tři roky později, když se na trhu objevilo čtvrté album zpěvačky s názvem E·K·G, které obdrželo platinovou desku. O rok později vydala vánoční album Zakochaj się na Święta w kolędach. V roce 2012 oznámila vydání alba My, které přineslo zpěvačce čtyři nominace VIVA Comet.
Zpěvačka byla patnáctkrát nominována na ceny polského fonografického průmyslu Fryderyka. Dvakrát byla laureátkou této ceny. V roce 1994 získala ocenění Wiktory. Získala sošku Eska Music Award a také mezinárodní ocenění Španělů za „Nejlepší hlas Evropy“. Byla také čtyřikrát nominována na Viva! Najpiękniejsi a VIVA Comet Awards, v druhé jmenované jedenkrát vyhrála. Obdržela také nominaci na ceny SuperJedynka a Telekamery.
V roce 2010 byla oceněna Jantarovým slavíkem a v roce 2015 Złotou Karolinkou a Platinovou Telekamerou. Edyta Górniak je členkou hudební akademie ZPAV a také sdružení známé pod zkratkou SAWP, které se zabývá správou hudebních práv.

## Ocenění
V roce 1994 reprezentovala Polsko na Eurovision Song Contest, kde s písní „To nie ja“ obsadila druhé místo.
- 2007 Superjedynek 2007 „Vykonavatel roku” (4. místo) a „Deska roku” (5. místo)
- 2007 Glamour 2007, žena roku
- 2009 soška Rádia Eska (za píseň „To nie tak jak myślisz“)

## Diskografie
- 1995: Dotyk
- 1997: Edyta Górniak
- 2002: Perła
- 2003: Invisible
- 2007: EKG
- 2008: Zakochaj się na Święta w kolędach
- 2012: My
- 2024: My Favourite Winter